# Placilla
Placilla este un târg și comună din provincia Colchagua, regiunea O'Higgins, Chile, cu o populație de 8.277 locuitori (2012) și o suprafață de 146,9 km2.